# Bahnstrecke Dedham Junction–Dedham
| Streckenlänge: | 2,7 km               |                                 |                                 |
| Spurweite: | 1435 mm (Normalspur) |                                 |                                 |
| Zweigleisigkeit: | –                    |                                 |                                 |
| |                      |                                 |                                 |
| Gesellschaft: | zuletzt NY&NH        |                                 |                                 |
| \| \| \| von Boston \| \| \| \| 0,0 \| Dedham Junction \| Dedham Junction \| \| \| \| nach Islington \| \| \| \| \| \| \| \| \| \| von Willimantic \| \| \| \| 2,7 \| Dedham MA \| Dedham MA \| \| \| \| nach Readville und Forest Hills \| \| |                      |                                 |                                 |
| Strecke |                      | von Boston                      | von Boston                      |
| ehemalige Blockstelle | 0,0                  | Dedham Junction                 | Dedham Junction                 |
| Abzweig ehemals geradeaus und nach links |                      | nach Islington                  | nach Islington                  |
| Strecke (außer Betrieb) |                      |                                 |                                 |
| Abzweig geradeaus und von links (Strecke außer Betrieb) |                      | von Willimantic                 | von Willimantic                 |
| Bahnhof (Strecke außer Betrieb) | 2,7                  | Dedham MA                       | Dedham MA                       |
| Abzweig geradeaus, nach rechts und von rechts (Strecke außer Betrieb) |                      | nach Readville und Forest Hills | nach Readville und Forest Hills |

Die Bahnstrecke Dedham Junction–Dedham (auch Dedham Branch) ist eine Eisenbahnstrecke in Massachusetts (Vereinigte Staaten). Sie ist rund drei Kilometer lang und liegt im Stadtgebiet von Dedham. Die Strecke ist stillgelegt und die Gleisanlagen sind abgebaut.

## Geschichte
In den 1870er Jahren hatte die New York and New England Railroad die Strecken Boston–Islington und Dedham–Willimantic übernommen. In Konkurrenz zur Old Colony Railroad, die zwei Zweigstrecken nach Dedham besaß und über diese durchlaufende Züge von Boston nach Dedham anbieten konnte, wollte nun auch die New York&New England eine solche Verbindung schaffen. Sie baute also eine kurze Stichstrecke von ihrer Bahnstrecke aus Boston nach Dedham, die 1881 eröffnet wurde. Aufgrund der längeren Reisezeit war die Verbindung gegenüber der Old Colony Railroad jedoch nicht konkurrenzfähig und schon 1884 wurde der Personenverkehr auf der Strecke aufgegeben. 1888 wies die State Railroad Commission die Bahngesellschaft an, den Personenverkehr wieder aufzunehmen. Nun fuhren werktags wieder einige Züge von Boston nach Dedham über die Zweigstrecke. 1893 waren dies drei Züge in Richtung Dedham und vier in Richtung Boston.
1898 übernahm die New York, New Haven and Hartford Railroad die New York&New England und damit auch die Zweigstrecke nach Dedham. Da diese Gesellschaft auch die Old Colony Railroad übernommen hatte, besaß sie nun drei Zweigstrecken nach Dedham, von denen die hier behandelte von Dedham Junction nach wie vor die mit der längsten Reisezeit auf der Relation Boston–Dedham war. Eine der beiden anderen Zweigstrecken bog in Readville von der Hauptstrecke ab, wo auch die Bahnstrecke durch Dedham Junction diese Hauptstrecke kreuzte. Somit war ein Umsteigen aus Richtung Dorchester und Fairmount nach Dedham in Readville möglich und im September 1899 stellte der neue Eigentümer den Personenverkehr nach Dedham über Dedham Junction endgültig ein. Der Güterverkehr wurde noch einige Zeit weiterbetrieben, da es aus Richtung Dorchester kein Verbindungsgleis auf die Zweigstrecke Readville–Dedham gab und so die Züge ohne zu rangieren nach Dedham geleitet werden konnten. Lange vor der Stilllegung der Strecke 1932 wurde jedoch auch der Güterverkehr eingestellt.

## Streckenbeschreibung
Die Strecke zweigte am Abzweig Dedham Junction auf freier Strecke aus der Bahnstrecke Boston–Islington ab und führte zunächst westwärts. In diesem Bereich ist die Trasse überwuchert, aber noch vorhanden. Am heutigen Dedham Corporate Park bog sie nach Nordwesten ab und verlief neben dem Legacy Boulevard. Südlich von Dedham mündete die Strecke in die Bahnstrecke Dedham–Willimantic ein, deren Trasse heute vom U.S. Highway 1 genutzt wird. Auch der Bahnhof Dedham selbst, wo einst vier Bahnstrecken endeten, ist stillgelegt und mit der vierspurigen Straße überbaut.